# 唐沢よしこ
唐沢よしこ（からさわ よしこ、1968年 - ）は、日本のフリーランスの著作家。おおめしPINKとも名乗る。夫は漫画家の唐沢なをきで、しばしば共同で創作や執筆活動を行う。『まんが極道』や『がんばれみどりちゃん』など、多くの唐沢なをき作品に解説文、注釈文を寄せる。好きな特撮作品は『ウルトラマンタロウ』。

## 連載
- オトナでよかった ヤング館 - コミックビーム（エンターブレイン）
- モニ太のデジタル辞典 - 読売オンライン

## 著作

### 唐沢なをきとの共著
- なをき・よしこのパソコン夫婦(めおと)バンザイ - 唐沢なをき 共著（光栄、1995年） ISBN 4877192484
- オトナでよかった! - 唐沢なをき 共著 （エンターブレイン、2001年） ISBN 475770321X
- けんこう仮面 - 唐沢なをき 共著 （小学館、2007年） ISBN 409181820X
- ヌイグルメン! - 唐沢なをき 共著 （講談社 ‐ KCデラックス、2008年） ISBN 9784063756593

### その他
- 快描教室―きもちよ〜く絵を描こう! マンガの悩みを一刀両断!! - 菅野博士 共著 （美術出版社、1997年） ISBN 4568501938
  - 快描教室プラス(+)  - 菅野博之 共著 （美術出版社、2011年）
- 本気のマンガ術―山本貴嗣の謹画信念 - 山本貴嗣 共著 （美術出版社、1998年） ISBN 4568502047
- 漫々快々―みんなのマンガがもっとよくなる - 菅野博之 共著 （美術出版社、2000年） ISBN 4568502241